# Альтавіста (Вірджинія)
Альтавіста (англ. Altavista) — місто (англ. town) в США, в окрузі Кемпбелл штату Вірджинія. Населення — 3378 осіб (2020).

## Географія
Альтавіста розташована за координатами 37°7′23″ пн. ш. 79°17′1″ зх. д. / 37.12306° пн. ш. 79.28361° зх. д. (37.123110, -79.283512).  За даними Бюро перепису населення США в 2010 році місто мало площу 13,00 км², з яких 12,71 км² — суходіл та 0,29 км² — водойми.

## Демографія
Згідно з переписом 2010 року, у місті мешкало 3450 осіб у 1476 домогосподарствах у складі 928 родин. Густота населення становила 265 осіб/км².  Було 1669 помешкань (128/км²).
Расовий склад населення:
| - 70,0 % — білих - 25,8 % — чорних або афроамериканців - 0,6 % — азіатів - 0,1 % — корінних американців - 1,0 % — осіб інших рас |

До двох чи більше рас належало 2,4 %. Частка іспаномовних становила 1,7 % від усіх жителів.
За віковим діапазоном населення розподілялося таким чином: 21,3 % — особи молодші 18 років, 55,8 % — особи у віці 18—64 років, 22,9 % — особи у віці 65 років та старші. Медіана віку мешканця становила 44,4 року. На 100 осіб жіночої статі у місті припадало 81,9 чоловіків;  на 100 жінок у віці від 18 років та старших — 74,6 чоловіків також старших 18 років.
Середній дохід на одне домашнє господарство  становив 45 938 доларів США (медіана — 31 776), а середній дохід на одну сім'ю — 54 379 доларів (медіана — 38 611). Медіана доходів становила 40 827 доларів для чоловіків та 33 902 долари для жінок. За межею бідності перебувало 20,6 % осіб, у тому числі 42,7 % дітей у віці до 18 років та 4,8 % осіб у віці 65 років та старших.
Цивільне працевлаштоване населення становило 1447 осіб. Основні галузі зайнятості: освіта, охорона здоров'я та соціальна допомога — 23,6 %, виробництво — 18,7 %, мистецтво, розваги та відпочинок — 10,7 %, роздрібна торгівля — 10,6 %.